# معركة حصن طبرسي

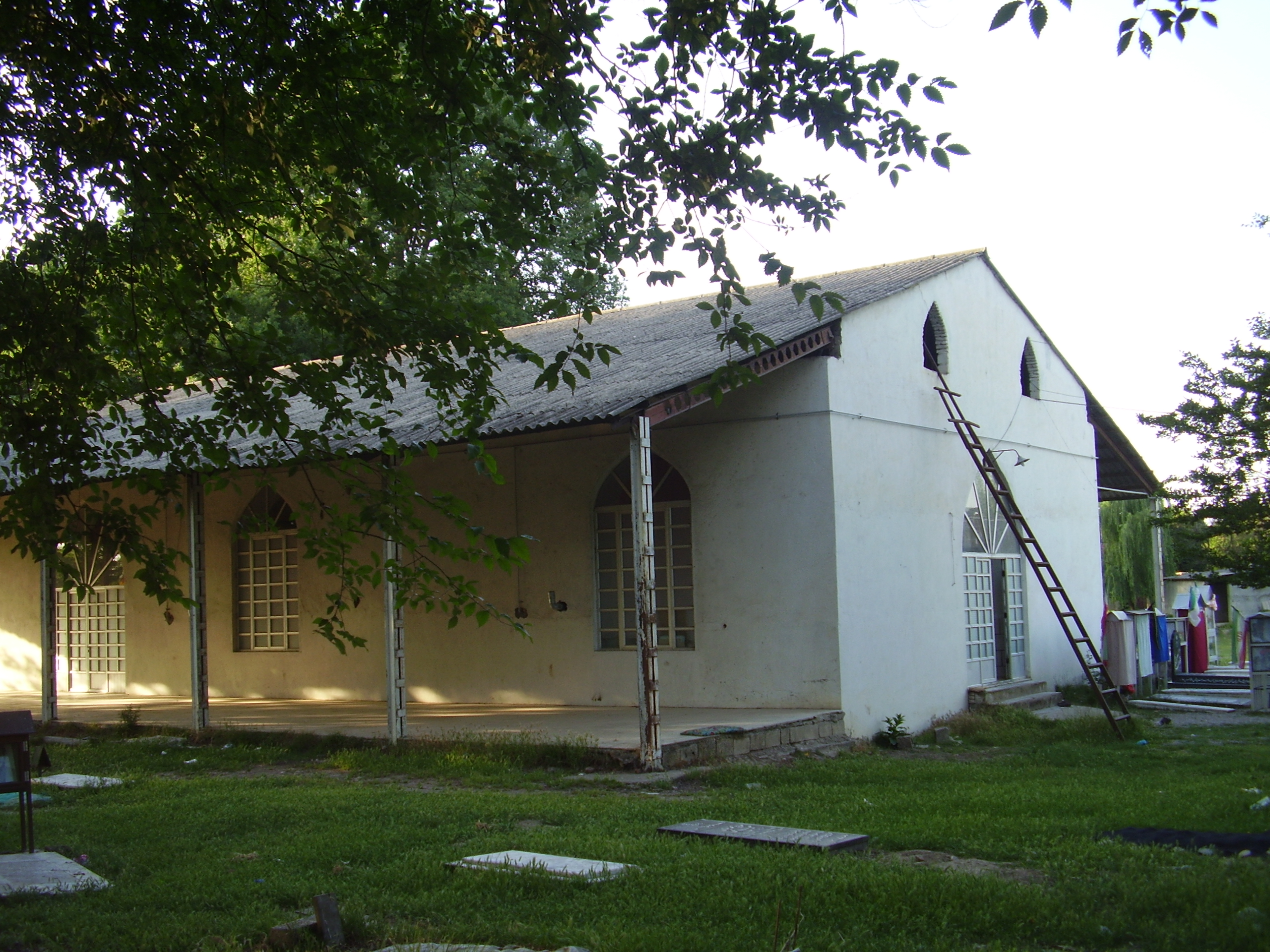
مرقد الشيخ الطبرسي

كان الشيخ طبرسي، أو بشكل أدق مرقد الشيخ طبرسي، موقعًا لمعركة استمرت سبعة أشهر بين قوات شاه بلاد فارس والبابيين، وذلك من 10 تشرين الأول 1848 حتى 10 أيار 1849. ولما عجز الأمير القائد المسؤول عن القوات الحكومية عن إجبار أتباع الباب على الاستسلام، لجأ إلى خطة خيانة للقبض على من تبقى من البابيين. يقع هذا المرقد في محافظة مازندران بإيران.

## تمهيدًا للمعركة
الملا حسين البشروي، أحد أبرز البابيين وأول من اعتنق الإيمان الجديد، سار مع 202 من تلاميذه، بتوجيهات من الباب، من مشهد إلى مرقد الشيخ طبرسي رافعًا الراية السوداء، محققًا بذلك نبوءة إسلامية. ومن المرجح أن المهمة كانت إعلانية، إلا أنه من المحتمل أيضًا أنها كانت تهدف إلى إنقاذ زعيم بابي آخر، قدوس، الذي كان تحت الإقامة الجبرية في ساري. وبعد تعرض المجموعة لهجوم في بلدة بارفوروش، مسقط رأس قدوس، عمدوا إلى بناء تحصينات دفاعية بالقرب من مرقد الشيخ. وعند وصولهم إلى الموقع، تعرض البابيون، الذين بلغ عددهم قليلاً فوق الثلاثمئة وفقًا للمصادر البابية والبهائية ومؤرخي البلاط الملكي، لهجمات متصاعدة من قبل الغوغاء وقوات الحكومة المحلية، ثم من قبل الأفواج الإمبراطورية.
توصلت مراجعة علمية إلى وجود دعم معقول لحضور ما بين 540 و600 شخص، بما في ذلك أكثر من مئة قروي انضموا محليًا إلى أولئك الذين قدموا من مختلف أنحاء البلاد. ويُظهر إحصاء البابيين الذين سافروا إلى المرقد تسجيل 14 من كبار رجال الدين السابقين في الإسلام، و122 من رجال الدين السابقين الصغار، و12 من النبلاء أو كبار المسؤولين الحكوميين، و5 من تجار الجملة، و9 من تجار التجزئة، و39 تاجرًا نقابيًا، و6 من العمال غير المهرة، و6 من الفلاحين، إضافة إلى 152 غير مصنفين. تتشابه المصادر المختلفة إلى حد ما في تحديد المدن أو المحافظات التي جاءوا منها، وكانت أعلى الأعداد من أصفهان وبشرويه وميامي وبهرمير، مع الإشارة إلى أن المشاركين قدموا من 33 موقعًا مختلفًا.
وتصف المصادر بناء الحصن بأنه كان بدافع الدفاع عن النفس. وقد أمضى البابيون عدة أشهر تحت الهجوم داخل الحصن، حتى اضطروا إلى أكل جلود ملابسهم للبقاء على قيد الحياة.

## أثناء المعركة
وعلى مدى الأسابيع التالية، انضم المزيد من البابيين إلى إخوانهم المؤمنين في الحصن، حتى ارتفع عددهم إلى ما يقرب من ستمائة شخص. ومن أبرز الوافدين المتأخرين قدوس، الذي انضم بعد أن أطلق سراحه البابيون في طبرسي في 20 تشرين الأول.
يرى البهائيون أن المعركة كانت وقفة بطولية في مواجهة قوات الحكومة القمعية، إذ استمرت سبعة أشهر رغم أن بضع مئات من البابيين كانوا في مواجهة قوات حكومية بلغ عددها نحو عشرة آلاف جندي.
في 10 أيار 1849، وبعد أن أجبروا على الموت جوعًا نتيجة الحصار، استسلم المدافعون البابيون بعد أن تلقوا ضمانًا بالمرور الآمن من قائد القوات الحكومية، شمل القسم على القرآن الكريم. غير أن هذا الضمان تم انتهاكه فورًا، إذ قُتل معظم أعضاء الجماعة مباشرة بعد مغادرتهم الحصن.

## بعد المعركة
ويُعتقد أن ثمانية من تلاميذ الباب، المعروفين أيضًا برسائل الأحياء، قد قُتلوا خلال سلسلة المعارك:
- الملا حسين البشروي
- محمد حسن بشروي
- محمد باقر البشروي
- الملا محمود الخوئي
- الملا جليل الأورومي
- الملا أحمد العبد المراغي
- الملا يوسف الأردبيلي
- الملا محمد علي القزويني

أُسِر قدوس في مدينة بارفوروش، حيث حشد رجال الدين المسلمون البارزون سكان المدينة وأثاروا فيهم حالة من الهياج الشديد. ثم تُرك قدوس في أيدي الغوغاء الذين ضربوه حتى الموت في 16 مايو/أيار 1849. وقد جمع أحد الأصدقاء بقايا جسد قدوس ودفنه في مكان قريب.
تُعتبر معركة الشيخ طبرسي أهم ثورة في الدين البابي، إذ أن الباب نفسه أصدر تعليماته إلى الملا حسين البشروي لبدء هذه السلسلة من الأحداث برفع "الراية السوداء"، بالإضافة إلى الدعوة إلى دعم المبادرة الجماعية للبابيين. وقد تضمنت هذه الحلقة شخصيتين رائدتين من رجال الدين، هما الملا حسين والقدوس، وتسعة من أصل ثمانية عشر من رسائل الأحياء، كما حظيت باستجابة واسعة النطاق في جميع أنحاء البلاد. ولم تحظَ أي ثورة أخرى عانى منها البابيون بمثل هذه الأهمية.
تم متابعة المعركة والإشارة إليها في التقارير الصحفية باللغة الفرنسية في جريدة مجلة القسطنطينية في مارس 1849.

## الملاحظات
1. 1 2 3  Momen، Moojan (مايو 1983). "The Social Basis of the Babi Upheavals in Iran (1848-53): A Preliminary Analysis". International Journal of Middle East Studies. ج. 15 ع. 2: 157–183. DOI:10.1017/s0020743800052260. JSTOR:162988. S2CID:162465531.
2. ↑  Smith 1999
3. ↑  Zabihi-Moghaddam، Siyamak (2002). "The Babi-State Conflict at Shaykh Tabarsi". Iranian Studies. ج. 35 ع. 1–3: 87–112. DOI:10.1080/00210860208702012. JSTOR:4311438. S2CID:154374391.
4. ↑  The Dawnbreakers pg. 411
5. ↑  Nouvellees de Perse, Journal de Constantinople, March 24, 1849, p. 1, bottom fourth column, above middle نسخة محفوظة 2023-04-19 على موقع واي باك مشين.